# Graham Potter
Graham Potter (n. 20 mai 1975, Solihull, Anglia, Regatul Unit) este un fotbalist britanic retras din activitate, care a jucat pe post de fundaș la echipe ca York City F.C.⁠(d), West Bromwich și Stoke City. După încheierea carierei, a devenit antrenor, și antrenează în prezent pe West Ham United FC.
Ca jucător, a evoluat în Premier League, pentru Southampton.
Și-a început cariera de antrenor în ianuarie 2011, la echipa suedeză Östersunds cu care a câștigat Cupa Suediei și a ajuns în faza eliminatorie din UEFA Europa League. A fost numit antrenor la Swansea City în iunie 2018, iar un an mai târziu a trecut la Brighton & Hove Albion, în Premier League.
În septembrie 2022, a semnat un contract cu Chelsea, înlocuindu-l la conducerea clubului pe Thomas Tuchel. A fost demis din funcție după mai puțin de șapte luni din cauza rezultatelor slabe.